# 양궁 (일본 활)
양궁(楊弓 요우큐우[*])는 일본의 에도 시대에 민간에서 유행한 놀이용 작은 활이다. 약 85cm로 앉아서 쏘며 버드나무로 만들었다고 한다.